# Eleih-Elle Etian
Eleih Elle Etian (né le 10 mai 1939 à Essangong près d'Ebolowa) est un homme politique et diplomate camerounais qui fut pendant vingt ans ambassadeur en Chine. Il est spécialiste des relations entre la Chine et l'Afrique.

## Biographie
Eleih-Elle Etian est licencié en droit et en sciences économiques, diplômé de l'Institut des hautes études d'outre-mer (IHEOM) et de l'École camerounaise d'administration de Yaoundé.
Succédant à Jean-Baptiste Beleoken (en), il est ambassadeur du Cameroun en Chine de 1988 à 2008.
Doyen du Groupe diplomatique africain à Pékin, c'est un spécialiste des relations entre la Chine et l'Afrique.

## Publications
- Qui es-tu, Jésus ?, Éditions CLE, Yaoundé, 1973
- Allah ouakbar, ou, La main de Dieu, Editions ESSTI, Université de Yaoundé, 1988
- Renouveau, où es-tu ?, Editions en langues étrangères, Beijing, 1993
- Vingt ans d'expérience en Chine. Un Africain raconte, L'Harmattan, 2012[4].